# 佐原慧大
佐原 慧大（さはら けいた、1995年8月19日 - ）は、ラグビーユニオン選手。

## 略歴
2014年、洛北高校卒業後、愛知学院大学に入る。
2019年、愛知学院大学卒業後、近鉄ライナーズ(現・花園近鉄ライナーズ)に加入。
2021年3月20日に行われたジャパンラグビートップチャレンジリーグ2021順位決定戦第1節コカ・コーラレッドスパークス戦に途中出場で公式戦初出場を果たす。
2025年5月、花園近鉄ライナーズを退団。